# アザド・カシミール
アザド・カシミール（ウルドゥー語: آزاد جموں و کشمیر 、英語: Azad Jammu and Kashmir、略称:AJK）は、パキスタンが実効支配している地域の1つである。原語の発音に従い、アーザード・カシミールとも読まれる。意味は「自由なカシミール」。
ギルギット・バルティスタンとともに「パキスタンの実効支配しているカシミール」（Pakistan-administered Kashmir）と呼ばれる。地域首府はムザファラバードである。東はインドのジャンムー・カシミール連邦直轄領と接する。人口は約404万人（2017年国勢調査）。

## 行政区画

10つの県（District）からなる。
| #  | 名称               | 首府               | 面積（km2） | 人口（2017） |
| -- | ------------------ | ------------------ | ----------- | ------------ |
| 1  | ムザファラバード県 | ムザファラバード   | 1,642       | 650,370      |
| 2  | ハティアン・バラ県 | ハティアン・バラ   | 854         | 230,529      |
| 3  | ニーラム県         | アトゥマカン       | 3,621       | 191,251      |
| 4  | ミールプル県       | ミールプル         | 1,010       | 459,200      |
| 5  | ビンバー県         | ビンバー           | 1,516       | 420,624      |
| 6  | コトリ県           | コトリ             | 1,862       | 774,194      |
| 7  | プーチ県           | ラワラコット       | 855         | 500,571      |
| 8  | バーグ県           | バーグ             | 770         | 371,919      |
| 9  | ハヴェリ県         | フォワード・カフタ | 598         | 152,124      |
| 10 | スデアノチ県       | パランドリ         | 569         | 297,584      |

## 住民

### 言語
公用語はウルドゥー語。
その他、en:Pothohari dialect、en:Pahari languages（Pahari-Potwari）、ヒンドコ語、グジャール語、ドーグリー語、カシミール語、パシュトー語、パンジャーブ語が使用されている。